# Bart Dielissen
Bart Dielissen (Breda, 24 april 1994) is een Nederlands wielrenner die in 2015 en 2016 reed voor Baby-Dump Cyclingteam.

## Carrière
In 2014 werd Dielissen tiende in de PWZ Zuidenveldtour. In 2017 werd hij tweemaal op rij tweede in de GP Chantal Biya: in de derde etappe was Robert Fozing sneller in de massasprint, een dag later was Juraj Bellan 24 seconden eerder al solo over de finish gekomen.

## Ploegen
- 2015 –  Baby-Dump Cyclingteam
- 2016 –  Baby-Dump Cyclingteam

Boom · Bugter · Castelijns · Dielissen · Eefting · Hooghiemster · Hool · Kers · Richards · van Schip · Sweering · Timmermans · van de Vall · Dijkstra (stagiair)
van Breda · Dielissen · Doets · Hooghiemster · Kers · Ottema · Sweering · J.Timmermans · T.Timmermans · van de Vall · Vermeer